# パータリプトラ
パータリプトラ（サンスクリット語：Pātaliputra、パーリ語：Pātaliputta, パータリプッタ、ギリシア語：Palibothra、漢：華氏城）は、マガダ国、マウリヤ朝、およびグプタ朝の都として繁栄した古代インド世界の中心都市の1つ。現在のビハール州の州都パトナにあたる。

## 歴史

### マガダ国
紀元前6世紀か紀元前5世紀頃、マガダ国の王アジャータシャトルが、外征のための拠点として、（特にガンジス川を渡河するために）この地に城を築いた事から整備が進み、河川の合流点に位置し地の利のあるこの都市は急速に発展した。
アジャータシャトルの後の王ウダーインの時代には旧来の首都ラージャグリハ（王舎城）からパータリプトラに首都が遷され、その後長くマガダ国の首都として繁栄した。

### マウリヤ朝

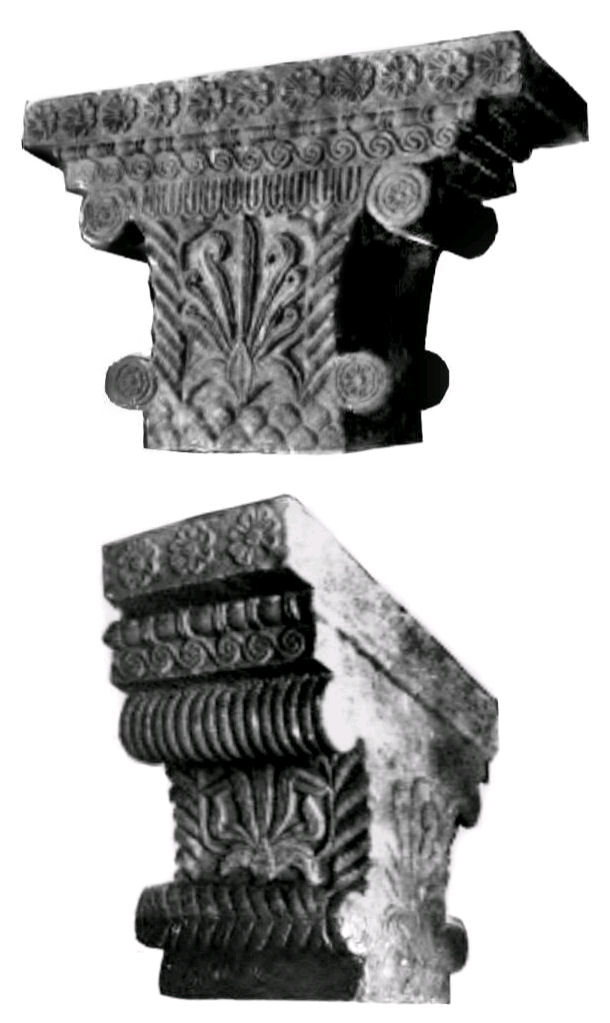
パータリプトラで発掘された柱の頭部の遺跡。古代ギリシャ芸術とペルシャ芸術の影響を受けている。紀元前四世紀。

インド亜大陸の大半を征服することになるマウリヤ朝の時代にはパータリプトラの繁栄も頂点に達し、マウリヤ朝の初代王チャンドラグプタの時代にパータリプトラを訪れたギリシア人メガステネスの記録によれば「無数にあるインドの都市の中で最大の都市」であった。
しかしマウリヤ朝の第3代王アショーカの後、チェーティ朝の王カーラヴェーラやインド・グリーク朝の王メナンドロス1世らがパータリプトラに脅威を与え、またマガダ国自体の政治的地位も低下していったため、次第に衰退した。

### グプタ朝
グプタ朝時代（320年から550年頃）には再び巨大帝国の首都として繁栄の時代を迎えたが、その後次第にインド世界の中心都市としての地位は失われた。

## 出土品

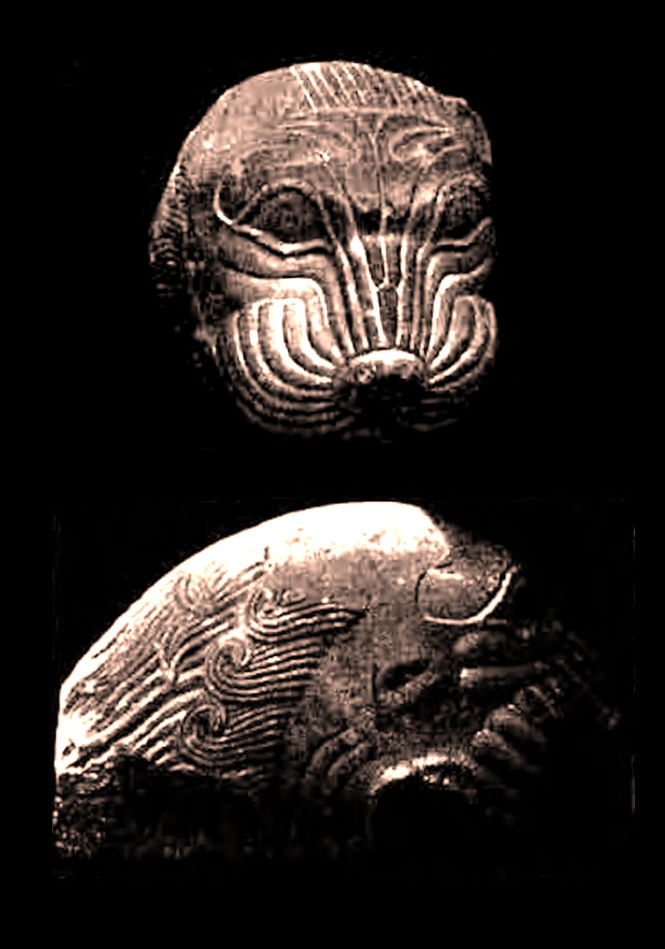
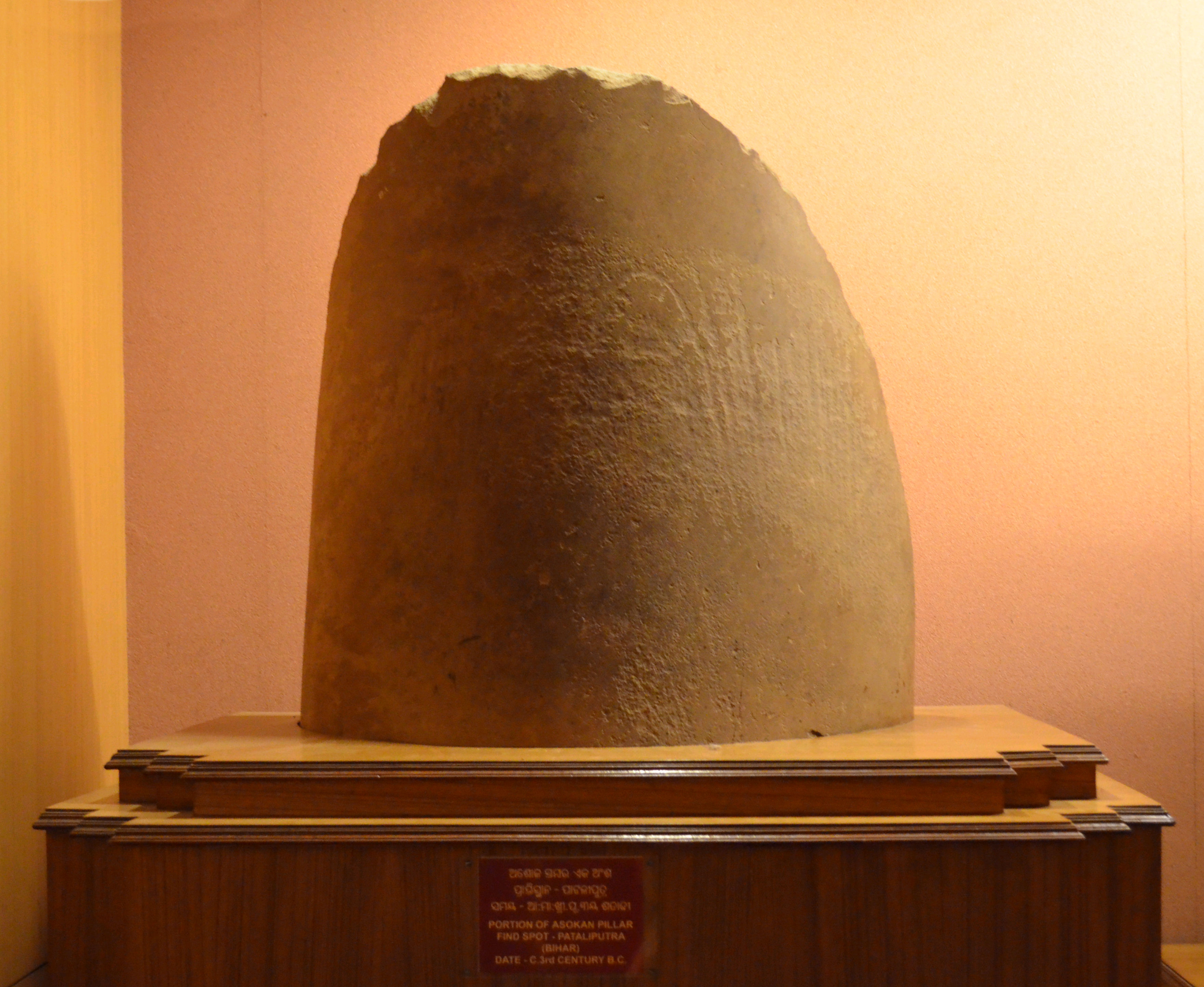
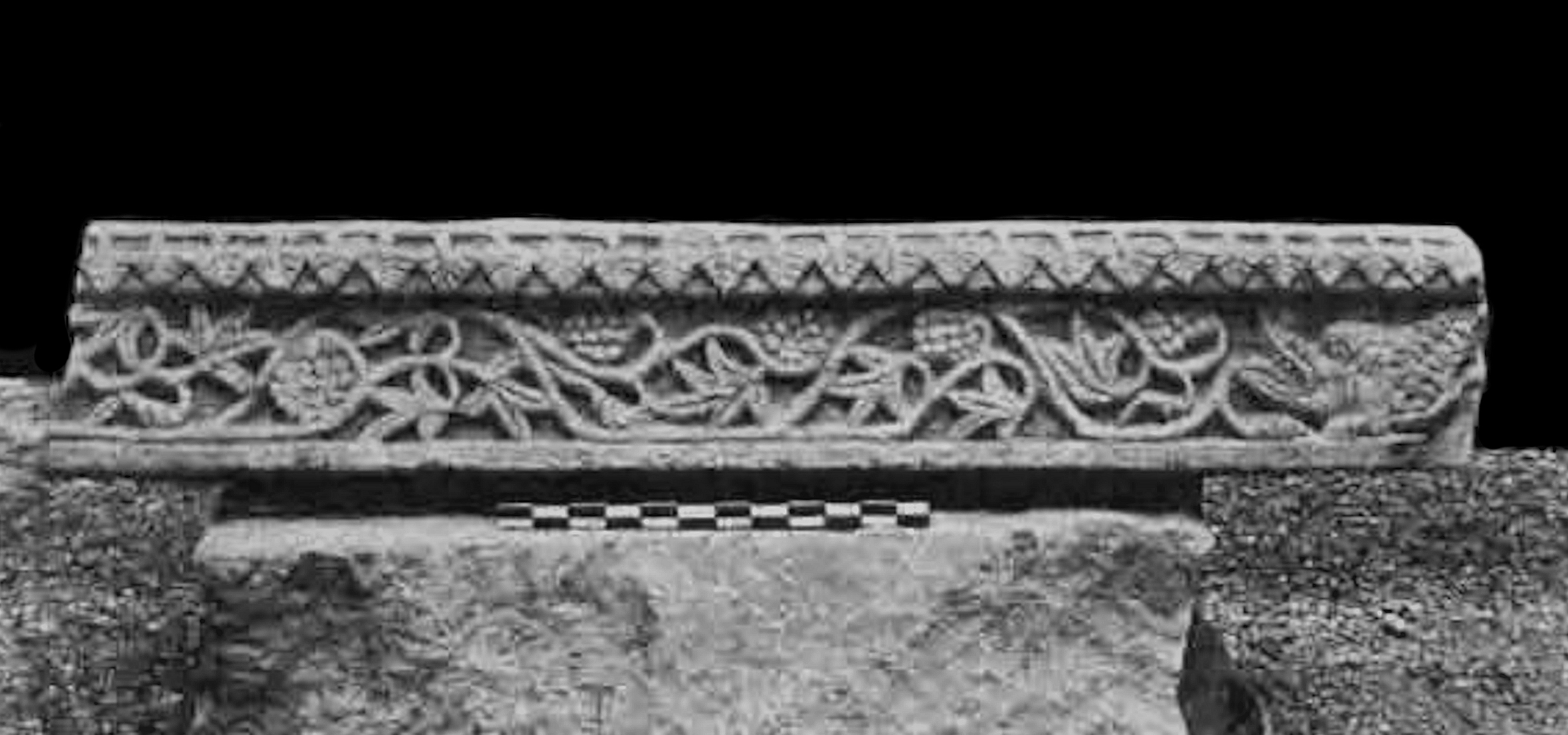
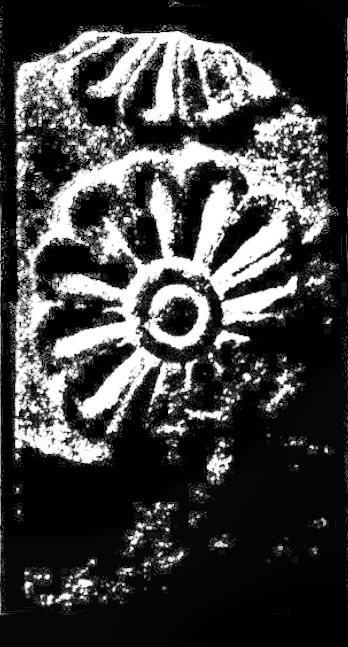
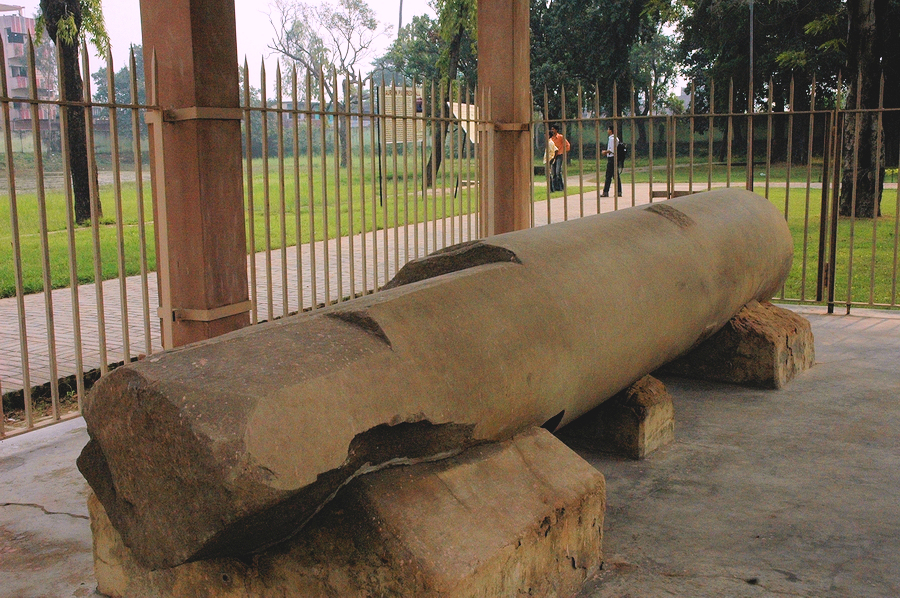
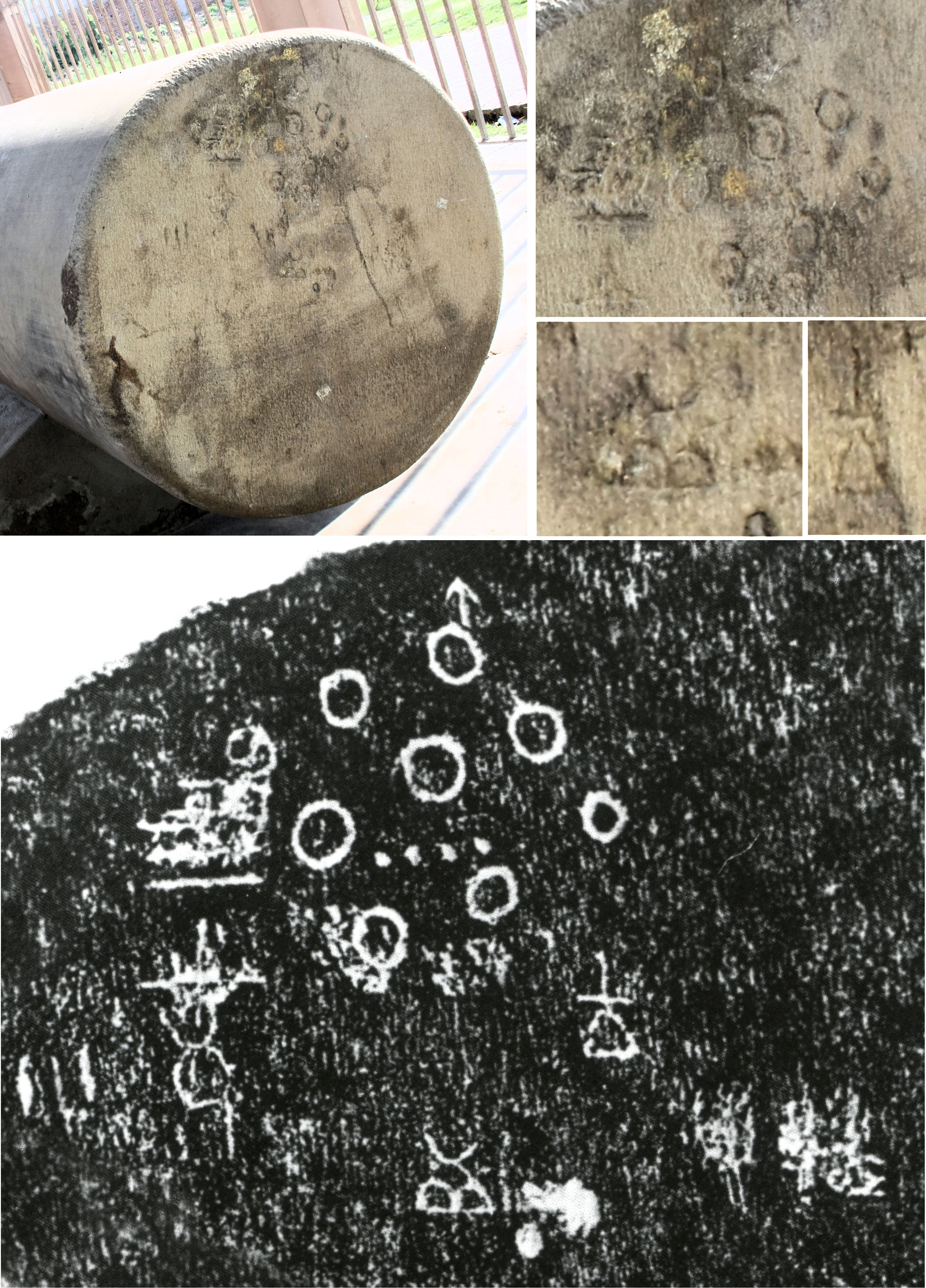